# 二氯化锗
二氯化锗是锗的一种氯化物，化学式为GeCl2。它是一种黄白色固体，其中锗的氧化态为+2。

## 制备
GeCl2可以由四氯化锗（GeCl4）和金属锗在300 °C和0.1 mmHg下发生归中反应而成。
GeCl4 + Ge → 2GeCl2
它也可以由三氯甲锗烷（GeHCl3）在70 °C分解得到，而三氯甲锗烷可由锗和氯化氢反应取得。
GeHCl3 → GeCl2 + HCl
四氯化锗在800 °C下被氢气还原也能得到二氯化锗。
GeCl
4 + H
2  →  GeCl
2 + 2HCl

## 反应
GeCl2水解生成氢氧化亚锗，它在加热时脱水，得到一氧化锗：
GeCl2(aq) + 2H2O(l) ⇌ Ge(OH)2(s) + 2HCl(aq)
Ge(OH)2 → GeO + H2O
其二价锗离子也会和碱反应：
Ge2+(aq) + 2OH−(aq) = Ge(OH)2(s)
锗的氧化物和氢氧化物都是两性的。GeCl2的盐酸溶液有强还原性。氯离子存在时，二氯化锗会与其反应，形成GeCl3−配离子，例如可以和氯化铷或氯化铯形成配合物。

## GeCl2分子
GeCl2分子有时被称为二氯甲锗烯，以显示它和卡宾的关系。气态GeCl2分子的结构是角形，和VSEPR理论预测的一样。它的1,4-二𫫇烷配合物1,4-二𫫇烷合二氯化锗是GeCl4和Ge金属的原位反应生成，被用作反应合成的分子型GeCl2的来源。GeCl2的活性很高，可以和很多化学键发生加成反应。